# Йохан III фон Виненбург-Байлщайн
Йохан III фон Виненбург-Байлщайн (на немски: Johann II von Winnenburg-Beilstein; † 1463/1468/ сл. 12 март 1470) е господар на господството Винебург и Байлщайн във Вестервалд.

## Произход
Той е единственият син на Йохан II фон Виненбург-Байлщайн († сл. 12 март 1470), господар на Винебург и Байлщайн, и съпругата му Катарина фон Шьонек († пр. 1453), дъщеря на Йохан II фон Шьонек († сл. 1454) и първата му съпруга Катарина фон Франкенщайн († сл. 1407).

## Фамилия
Йохан III фон Виненбург-Байлщайн II се жени 1444 г. за Ирмгард фогт фон Хунолщайн († сл. 1478/1480), дъщеря на фогт Николаус VI фон Хунолщайн († 1455) и съпругата му Демудис Кемерер фон Вормс-Далберг († 1455). Те имат две деца:
- Катарина фон Виненбург († сл. 19 октомври 1472), омъжена пр. 4 септември 1469 г. за фрайхер Фридрих IV фон Флекенщайн (VII) († 1498/1506)
- Куно (Конрад) III/IV фон Виненбург-Байлщайн († 7 януари 1529), господар на Винебург-Байлщайн, женен I. за Бате фон Раесфелд († сл. 1501), II. на 30 март 1509 г. за графиня Барбара фон Мандершайд († сл. 1522)

## Галерия
- Замък Винебург
- Замък Байлщайн (2002 г.)